# الخلقة (السبرة)

تعديل مصدري - تعديل

الخلقة محلة تابعة لقرية العشوة، التابعة لعزلة التربة بمديرية السبرة إحدى مديريات محافظة إب في الجمهورية اليمنية، بلغ تعداد سكانها 37 حسب تعداد اليمن لعام 2004.